# Sturnira magna
Sturnira magna é uma espécie de morcego da família Phyllostomidae. Pode ser encontrada na Colômbia, Brasil, Equador, Peru e Bolívia.